# Myrmecocichla collaris
Myrmecocichla collaris és una espècie d'ocell de la família dels muscicàpids (Muscicapidae) pròpia de l'Àfrica oriental. Es troba a l'oest de Tanzània, l'est de Ruanda, Burundi i el nord de Zàmbia. Habita les sabanes i els herbassars.

## Taxonomia
Segons la llista mundial d'ocells del Congrés Ornitològic Internacional (versió 12.1, gener 2022) aquest tàxon té la categoria d'espècie. Tanmateix, altres obres taxonòmiques, com el Handook of the Birds of the World i la quarta versió de la BirdLife International Checklist of the birds of the world (Desembre 2019), el consideren encara una subespècie del còlit formiguer d'Arnott (Myrmecocichla arnotti collaris).